# Њу Хоуп (Мисисипи)
Њу Хоуп (енгл. New Hope) насељено је место без административног статуса у америчкој савезној држави Мисисипи.

## Демографија
По попису из 2010. године број становника је 3.193, што је 1.229 (62,6%) становника више него 2000. године.
| Група             | 2000.         | 2010.         |
| Белци             | 1.829 (93,1%) | 2.779 (87,0%) |
| Афроамериканци    | 117 (6,0%)    | 357 (11,2%)   |
| Азијати           | 2 (0,1%)      | 7 (0,2%)      |
| Хиспаноамериканци | 3 (0,2%)      | 31 (1,0%)     |
| Укупно            | 1.964         | 3.193         |